# Der Super Mario Bros. Film
Der Super Mario Bros. Film ist ein computeranimierter Abenteuerfilm, der von Nintendos Maskottchen Mario handelt. Der Film wurde von Illumination Entertainment und Universal Pictures in Zusammenarbeit mit Nintendo produziert und von Universal Pictures vertrieben; Kinostart war am 5. April 2023. Als Produzenten fungierten Mario-Schöpfer Shigeru Miyamoto und Illumination-Leiter Chris Meledandri.
Es ist die dritte Spielfilmadaption von Nintendos Mario-Videospiel-Franchise nach dem Anime-Film Super Mario Bros.: Peach-Hime Kyushutsu Dai Sakusen! (1986) und dem Hollywood-Realfilm Super Mario Bros. (1993).
Auch an den Kinokassen war der Film erfolgreich und erzielte weltweit ein Einspielergebnis von 1,36 Milliarden US-Dollar und ist somit die erfolgreichste Videospielverfilmung. Außerdem ist es bisher der einzige Videospielfilm der die 1 Milliarden Marke geknackt hat.

## Handlung
Die Brüder Mario und Luigi haben kürzlich ihr Klempnergeschäft in Brooklyn eröffnet. Ihr Vater missbilligt Marios Entscheidung, seinen festen Job unter dem antagonistischen Spike aufzugeben, um das Geschäft zu gründen. Nachdem Mario und Luigi in den Nachrichten gesehen haben, dass Brooklyn überschwemmt wird, gehen sie in den Abwasserkanal, um die Rohrleitungen zu reparieren. Dabei werden aber beide in ein mysteriöses Rohr gesaugt und getrennt.
Mario landet im Pilzkönigreich, das von Prinzessin Peach regiert wird, und trifft auf Toad, der ihm mitteilt, dass Luigi im „Dunkelland“ gelandet ist. Dort herrscht der böse König Bowser, der die Prinzessin heiraten will. Er plant auch, das Pilzkönigreich zu zerstören, sollte Peach eine Heirat verweigern. Toad bringt Mario zu Peach, während Luigi von Bowsers Streitkräften gefangen genommen und eingesperrt wird.
In ihrem Schloss erklärt Peach ihren Plan, sich mit dem Dschungelkönigreich zu verbünden, um gegen Bowser zu kämpfen. Sie nimmt Toad und Mario, nachdem er trainiert und einen Hindernisparcour fast abgeschlossen hat, mit. Im Dschungelkönigreich willigt König Cranky Kong unter der Bedingung, dass Mario zuerst seinen Sohn Donkey Kong in einem Kampf besiegen muss, ein, Peach zu unterstützen. Nach einem schwachen Beginn verwandelt sich jedoch Mario in „Katzen-Mario“ und besiegt schließlich Donkey Kong.
Mario, Peach, Toad und die Kongs benutzen Karts, um wieder ins Pilzkönigreich zurückzukehren, doch sie werden von Bowsers Armee verfolgt. Als sich ein Koopa-General in die Luft jagt und einen Teil der Straße zerstört, stürzen Mario und Donkey Kong ins Meer und werden von einem Aal gefressen während die anderen Kongs gefangen genommen werden.
Peach und Toad fahren zurück ins Pilzkönigreich und drängen die Bürger zur Evakuierung. Nachdem Bowser an Bord seines fliegenden Schlosses angekommen ist und Peach einen Antrag gemacht hat, sagt Peach, dass sie ihn heiraten wird, nachdem er damit gedroht hat, Toad foltern zu lassen. Währenddessen versöhnen sich Mario und Donkey Kong und entkommen dem Aal mithilfe des Raketenrohrs, das sich auf Donkey Kongs Kart befindet. Danach machen sie sich auf den Weg, um die geplante Hochzeit von Bowser und Peach zu verhindern.
Beim Hochzeitsempfang, bei dem Bowser all seine Gefangenen rituell in Lava opfern möchte, schmuggelt Toad eine Eisblume in einem Blumenstrauß und gibt sie Peach, die Bowser einfriert. Kurz darauf erscheinen Mario und Donkey Kong und befreien alle Gefangenen, darunter auch Luigi, den Mario mithilfe eines Tanuki-Anzugs rettet. Bowser befreit sich und ruft einen „Banzai Bill“, um Peachs Schloss zu zerstören. Mario leitet diesen in die Röhre um, die ihn ins Pilzkönigreich geschickt hat. Jedoch führt das dazu, dass Elemente aus dem Pilzkönigreich nach Brooklyn transportiert werden. Bowser kämpft gegen Mario, und als er ihn fast besiegt, schafft es Luigi, einen Gullydeckel zu verwenden, um sich und seinen Bruder vor Bowsers Feueratem zu schützen. Das gibt Mario die Chance, den Superstern zu greifen und damit beide unbesiegbar zu machen, wodurch sie Bowser und seine Armee schließlich besiegen können. Bowser wird mit Hilfe einens sogenannten Mini-Pilzes geschrumpft und in eine Flasche gesteckt. Die Bewohner von Brooklyn feiern die Brüder, ihre Eltern und Spike. In der Folge lassen sich Mario und Luigi im Pilzkönigreich nieder. In der Post-Credit-Szene wird in einem dunklen Heizungsraum ein weißes Ei mit grünen Punkten gezeigt.

## Hintergrund

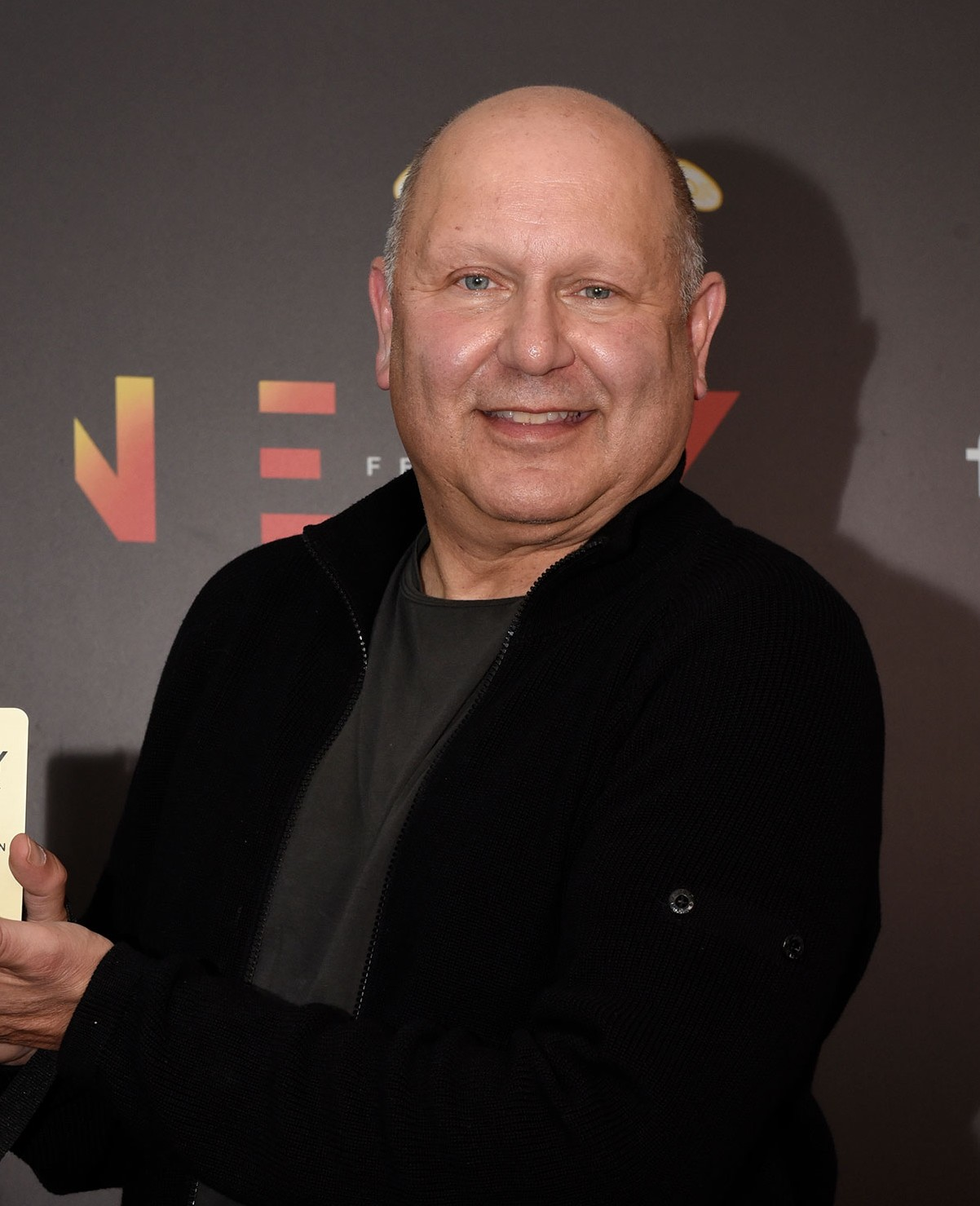
Produzent und Illumination-Gründer Chris Meledandri im Juni 2023 beim Festival d’Animation Annecy

Nach dem Scheitern des ersten Films über die beiden Mario Brüder im Jahr 1993 bei Kritikern und an den Kinokassen zögerte Nintendo, sein geistiges Eigentum wieder für Verfilmungen zu lizenzieren. Durch Nintendos Zusammenarbeit mit den Universal Parks & Resorts bei der Schaffung von Super Nintendo World lernte der Mario-Schöpfer Shigeru Miyamoto Illumination-Gründer Chris Meledandri kennen. Bis ins Jahr 2016 diskutierte Nintendo über einen Mario-Film und kündigte schließlich im Januar 2018 an, mit Illumination und Universal zusammenzuarbeiten, um einen neuen Film zu produzieren. Am 6. Oktober 2022 wurde ein Teaser-Trailer des Filmes über eine speziell dafür angekündigte Nintendo Direct gezeigt. Ein zweiter Trailer wurde am 29. November 2022 auf dem YouTube-Kanal von Illumination veröffentlicht. Am 12. Februar 2023 erschien ein weiteres Video, ebenfalls auf dem YouTube-Kanal, das einen Werbespot für Marios und Luigis Klempner-Organisation darstellen sollte. In diesem wurden ebenfalls eine Telefonnummer und ein Link gezeigt, die beide funktionieren (sofern man bei der Telefonnummer die Vorwahl der USA angibt) und zur Bewerbung des Films dienen soll.
Der Super-Mario-Bros.-Film sollte am 23. März 2023 in Deutschland, als weltweit erstes Land, in den Kinos anlaufen. Jedoch wurde die Veröffentlichung des Films einmal auf den 6. April 2023, und dann ein zweites Mal auf den 5. April 2023 verschoben. Am 9. März 2023 erschien eine Ausgabe der Nintendo Direct, die sich ausschließlich dem finalen Trailer des Films widmete.

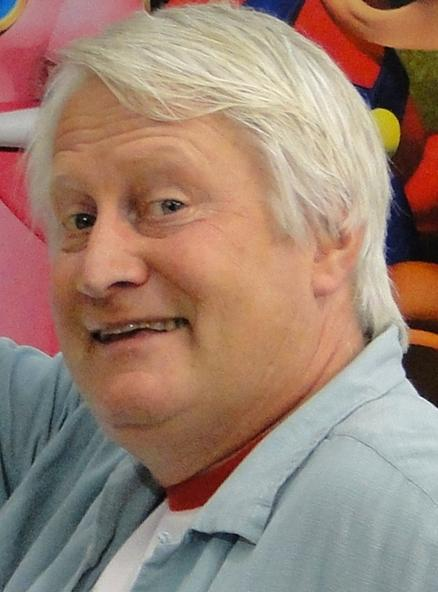
Charles Martinet (2010) – Stimme von Mario, Luigi und einigen anderen Nintendo-Charakteren in den Videospielen

In dem Film werden etliche Details aus Marios Videospiellaufbahn kombiniert. Folglich stammt Spike, der im Film den frühen Arbeitgeber der Brüder spielte, ursprünglich aus dem Spiel Wrecking Crew. In der Pizzeria, in der er erstmals zu sehen ist, spielt ein Mann namens Giuseppe ein Automatenspiel namens Jumpman, was eine doppelte Anspielung darstellt, weil Jumpman Marios erster Name im Automatenspiel Donkey Kong war und Giuseppe auf Marios damaligem Artwork basiert. Gesprochen wird Giuseppe, ebenso wie der Vater von Mario und Luigi, von Charles Martinet, der Videospielstimme von Mario, Luigi und einigen anderen Nintendo-Charakteren – sowohl im englischsprachigen Original als auch in diversen Synchronisationen des Films, einschließlich der deutschsprachigen. Pauline, Marios Freundin im Automatenspiel Donkey Kong, ist in dem Film die Bürgermeisterin von Brooklyn, was an ihre Rolle in Super-Mario-Odyssey erinnert. Aus dem Spiel stammt auch die Idee, dass Bowser Peach zu heiraten beabsichtigt. Während des Kampfes zwischen Mario und Donkey Kong sind unter den Zuschauern Donkeys Freunde Diddy, Dixie und Chunky Kong zu sehen. Power-Ups, die im Film verwendet werden, sind neben den in nahezu jedem Super-Mario-Spiel enthaltenen Super-Pilzen, Feuerblumen und Supersternen auch das Super-Blatt aus dem Spiel Super-Mario-3D-Land sowie das Katzen-Outfit aus Super-Mario-3D-World. Die Verlegung der Kong-Truppen nach Bowser-Castle erfolgte in Karts über die Regenbogen-Strecke aus den Mario-Kart-Spielen. Zahlreiche Soundeffekte und musikalische Themen sind ebenfalls aus den Spielen übernommen.
Mario spielt am Anfang des Films Kid Icarus auf dem NES.

## Synchronisation
Weil Charles Martinet, der Mario seit 1991 seine Stimme lieh und die Rolle gerne auch im Film gespielt hätte, für den Film durch den bekannteren Chris Pratt ersetzt wurde, sah sich die Filmproduktion und Nintendo öffentlicher Kritik ausgesetzt. Martinet entschloss sich infolge der Entscheidung, die Rolle des Mario aufzugeben, die er ursprünglich für den Rest seines Lebens spielen wollte. Nintendo schuf für ihn daraufhin die Rolle des „Mario-Botschafters“.
Die deutschsprachige Synchronisation entstand bei FFS Film- & Fernseh-Synchron in Berlin. Das Dialogbuch stammt von Patrick Baehr, die Dialogregie führte Björn Schalla, wobei die musikalische Leitung Leonhard Mahlich übernahm. Die deutsche Fassung des Super Mario Bros. Klempner Raps vom Anfang des Films wurde von Tim Sander gesungen.
Viele Beschriftungen im Film, wie Schilder und TV-Titel, wurden ins Deutsche übersetzt. Ebenso zeigt der Abspann der deutschen Fassung die Namen der deutschen Synchronsprecher statt wie sonst üblich die Namen der Originalbesetzung.
| Rolle             | Original-Synchronsprecher | Deutscher Synchronsprecher                      |
| ----------------- | ------------------------- | ----------------------------------------------- |
| Mario             | Chris Pratt               | Leonhard Mahlich                                |
| Prinzessin Peach  | Anya Taylor-Joy           | Dalia Mya Schmidt-Foß                           |
| Luigi             | Charlie Day               | Gerrit Schmidt-Foß                              |
| Bowser            | Jack Black                | Tobias Meister (Sprache) Daniel Welbat (Gesang) |
| Marios Vater      | Charles Martinet          | Charles Martinet                                |
| Giuseppe          | Charles Martinet          | Charles Martinet                                |
| Kamek             | Kevin Michael Richardson  | Timmo Niesner                                   |
| Toad              | Keegan-Michael Key        | Dirk Petrick                                    |
| Donkey Kong       | Seth Rogen                | Marios Gavrilis                                 |
| Cranky Kong       | Fred Armisen              | Bernhard Völger                                 |
| Koopa-General     | Scott Menville            | Matthias Klages                                 |
| Toad-General      | Eric Bauza                | Sven Brieger                                    |
| Lumalee           | Juliet Jelenic            | Luiza Kampf                                     |
| Onkel Tony        | Rino Romano               | Sven Plate                                      |
| Vorarbeiter Spike | Sebastian Maniscalco      | Matti Klemm                                     |
| Pinguinkönig      | Khary Payton              | Axel Malzacher                                  |

## Rezeption

### Kritiken
59 % der 286 Kritiker in der US-amerikanischen Website Rotten Tomatoes gaben dem Film eine positive Rezension und die durchschnittliche Bewertung landete bei 5,7 von 10. Dahingegen gaben 95 % des Publikums dem Film Zustimmung und bewerteten ihn mit 4,7 von 5 Sternen. Auf Metacritic erhielt der Film einen Score von 46 von 100 möglichen Punkten, basierend auf 53 Rezensionen.
In den US-amerikanischen Kinos vergaben die Besucher dem Film bei den Umfragen von CinemaScore die sehr gute Note „A“.

„‚Der Super Mario Bros. Film‘ verzichtet auf eine übergeordnete Metaebene, weshalb Dialoge und Figuren an eine jüngere Zielgruppe gerichtet sind. Trotzdem kommen auch Erwachsene, insbesondere Kenner der Videospiele, auf ihre Kosten. Der Film muss sich aber Kritik an der flachen Geschichte sowie stereotypischen Figuren gefallen lassen. Einzig Prinzessin Peach sticht als etablierte Frauenfigur hervor, die auch ohne Marios Hilfe gut zurechtkommt und ordentlich gegen die Bösen austeilen kann.“

### Einspielergebnisse
Bereits an seinem Eröffnungswochenende spielte der Film alleine in den Vereinigten Staaten über 204 Millionen US-Dollar ein und war damit auf Platz 1 der Charts. Die weltweiten Einnahmen durch Ticketverkäufe lagen bereits nach vier Tagen bei 375 Millionen US-Dollar, somit konnte der Film bereits ein Vielfaches seines Budgets von 100 Millionen US-Dollar einspielen. Mit einem Gesamteinspielergebnis von über 1,36 Milliarden US-Dollar ist der Film die erfolgreichste Videospielverfilmung. Der Super Mario Bros. Film steht in der Liste der weltweit erfolgreichsten Filme auf Platz 18 (Stand 8. Juli 2024).

### Auszeichnungen
Annie Awards 2024
- Nominierung für die Beste Synchronarbeit (Jack Black)[23]

Art Directors Guild Awards 2024
- Nominierung für das Beste Szenenbild in einem Animationsfilm (Guillaume Aretos)[24]

Critics’ Choice Movie Awards 2024
- Nominierung als Bester Filmsong („Peaches“ – Jack Black, Aaron Horvath, Michael Jelenic, Eric Osmond & John Spiker)

Cinema Audio Society Awards 2024
- Nominierung für den Besten Tonschnitt in einem Animationsfilm[25]

Eddie Awards 2024
- Nominierung für den Besten Schnitt in einem Animationsfilm (Eric Osmond)[26]

Golden Globe Awards 2024
- Nominierung als Bester Animationsfilm
- Nominierung als Bester Filmsong („Peaches“ – Jack Black, Aaron Horvath, Michael Jelenic, Eric Osmond & John Spiker)
- Nominierung als Cinematic and Box Office Achievement

Golden Reel Awards 2024
- Nominierung für den Besten Tonschnitt in einem Animationsfilm[27]

Nickelodeon Kids’ Choice Awards 2024
- Nominierung als Bester Animationsfilm
- Nominierung als Bester Synchronsprecher (Chris Pratt)
- Nominierung als Bester Synchronsprecher (Jack Black)
- Nominierung als Beste Synchronsprecherin (Anya Taylor-Joy)
- Auszeichnung als Bester Bösewicht (Jack Black)

People’s Choice Awards 2024
- Nominierung als Bester Film[28]

Producers Guild of America Award 2024
- Nominierung als Bester Animationsfilm[29]

Satellite Awards 2023
- Nominierung als Bester Filmsong („Peaches“ – Jack Black, Aaron Horvath, Michael Jelenic, Eric Osmond & John Spiker)[30]

Saturn Awards 2024
- Nominierung als Bester Animationsfilm

VES Awards 2024
- Nominierung für die Beste Effektsimulation in einem Animationsfilm[31]

## Zukunft

### Fortsetzung
Im Mai 2021 sagte Furukawa, dass Nintendo daran interessiert sei, mehr Super-Mario-Animationsfilme zu produzieren, wenn Der Super Mario Bros. Film erfolgreich sei. Nach dem großen Erfolg des Films erklärte Nintendo, dass weitere Verfilmungen ihrer Videospiele geplant seien, bestätigte jedoch noch keine direkte Fortsetzung. Im Juni 2023 sagte Chris Pratt, dass der Streik der Writers Guild of America die Entwicklung einer Fortsetzung verzögert habe. Am 10. März 2024 kündigten Shigeru Miyamoto und Chris Meledandri eine Fortsetzung des Films für den 3. April 2026 an. Am 13. Mai 2025 wurde der Film in einer Pressemitteilung von NBCUniversal Super Mario World genannt.

### Spin-offs
Im Februar 2022 bekundete Charlie Day Interesse daran, seine Rolle als Luigi in einem Luigi’s Mansion-Film zu wiederholen. Im April 2023 gab Seth Rogen, der Original-Synchronsprecher von Donkey Kong im Film, bekannt, dass Donkey Kong Country die Grundlage für zukünftige Werke bilden könnte. Er erklärte, es würde „viele Möglichkeiten“ für einen Spin-off-Film geben.